# Paedocypris progenetica
Paedocypris progenetica ist weltweit die kleinste bekannte Fisch-Art und galt bis zur Entdeckung der Froschart Paedophryne amauensis als das kleinste Wirbeltier. Gemeinsam mit Paedocypris micromegethes besitzt die Art im Vergleich zu anderen Fischen einzigartige Merkmale.

## Gestalt und Körperbau
Das kleinste gefundene weibliche, geschlechtsreife Tier hatte eine Länge von 7,9 mm. Männliche Tiere können eine Länge von knapp 10 mm erreichen. Die Tiere sind pädomorph. Das bedeutet, sie zeigen trotz Geschlechtsreife viele Merkmale eines Larvenstadiums. Die Fische sind nahezu durchsichtig und es fehlt ein knöchernes Schädeldach. Der rudimentär entwickelte Schädel gibt daher den Blick frei auf das Gehirn und man sieht auch die Wirbelsäule.
Als typisch adulte Eigenschaften sind alle Merkmale der Geschlechtsreife ausgebildet. Die Weibchen bilden reife Eier aus. Die Männchen besitzen stark abgewandelte, im Vergleich zur Körpergröße riesige muskulöse Bauchflossen und eine keratinisierte Platte vor dem Beckengürtel. Das lässt auf eine spezialisierte Paarungstechnik schließen. Es wird vermutet, dass diese Flossen der Fortpflanzung dienen und eine Art Haltevorrichtung für das Weibchen darstellen. Auch Schuppen sowie die Sinnesorgane der Seitenlinie fehlen komplett.

## Lebensraum
Das Vorkommen von Paedocypris progenetica ist auf die seltenen, schwarzwasserhaltigen Torfmoor-Wälder der indonesischen Inseln Sumatra und Bintan beschränkt. Die Bäume dieser Wälder wurzeln in meterdicken, weichen Torfschichten, worüber sich stark säurehaltiges Wasser bildet. Die Art bevorzugt die tiefer liegenden, grundnahen, langsam fließenden, kühleren Wasserschichten mit einem pH-Wert von 3, was etwa der 100-fachen Säurekonzentration von normalem Regenwasser entspricht oder der von Essig. Man findet Paedocypris progenetica nur an schattigen Plätzen in primärem oder sekundärem Wald.

## Lebensweise
Die Art ernährt sich von Plankton wie etwa Rädertierchen (Rotifera) und Cladocera mit einer Größe von 60 bis 500 μm. Die Weibchen tragen in ihren Ovarien etwa 50 bis 60 Eier in verschiedenen Reifestadien. Reife Eier haben einen Durchmesser von 0,3 mm. Das gleichzeitige Vorkommen von unreifen und reifen Eiern lässt auf eine individuelle Eiablage schließen (wie bei Cyclothone microdon).

## Einordnung
Gemeinsam mit der ebenfalls neu entdeckten und nur wenig größeren Art Paedocypris micromegethes aus Sarawak begründet Paedocypris progenetica eine eigene Gattung der Karpfen- und Weißfische (Cyprinidae). Aufgrund einer Reihe von gemeinsamen Eigenschaften zählen beide Arten zur Gruppe der verzwergten Fische (miniature fish).

## Entdeckungsgeschichte
Die Art wurde bei einer systematischen Inventarisierung der Fauna Asiens im Auftrag der Universität von Singapur durch Maurice Kottelat und Tan Heok Hui vom Raffles Museum of Biodiversity Research in Singapur im Jahre 1996 entdeckt und identifiziert. Die Osteologie wurde von Ralf Britz vom Natural History Museum in London untersucht. Zu den Autoren der Original-Beschreibung gehörte auch Kai-Erik Witte.

## Bedrohung
Die Wälder und Sumpfgebiete Indonesiens und Malaysias werden durch Ausweitung der Landwirtschaft zunehmend dezimiert. Hinzu kommen schwer zu löschende Waldbrände. Diese Zerstörung der Lebensräume des Tieres gefährdet das Überleben nicht nur dieser Art und damit die Möglichkeit einer weiteren Erforschung.